# Büyükçekmece Basketbol
O Büyükçekmece Basketbol, também conhecido como Demir İnşaat Büyükçekmece por razões de patrocinadores, é um clube de basquetebol profissional sediado na cidade de Büyükçekmece, Istambul, Turquia que atualmente disputa a Liga Turca. Foi fundado em 2011 e manda seus jogos na Gazanfer Bilge Sports Hall com capacidade para 3000 espectadores.

## Temporada por Temporada
| Temporada | Nível | Liga | Pos. | Pós Temporada    | Copa da Turquia |
| --------- | ----- | ---- | ---- | ---------------- | --------------- |
| 2011–12   | 3     | TB3L | ?    | –                | –               |
| 2012–13   | 3     | TB3L | 1    | PromovidoCampeão | –               |
| 2013–14   | 2     | TB2L | 9    | –                | –               |
| 2014–15   | 2     | TB2L | 4    | Promovido        | –               |
| 2015–16   | 1     | BSL  | 10   |                  | –               |
| 2016-17   | 1     | BSL  | 13   |                  |                 |
| 2017-18   | 1     | BSL  | 12   |                  |                 |
| 2018-19   | 1     | BSL  | 12   |                  |                 |